# Bibliodiversité

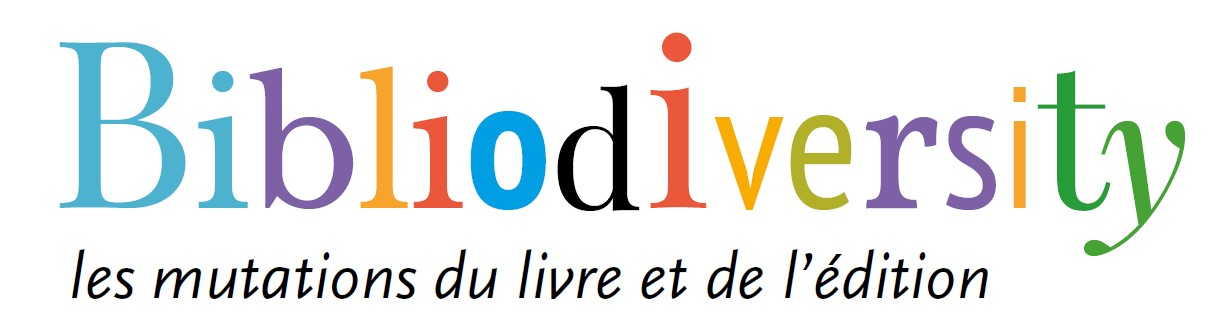
Logo de la revue Bibliodiversity, développé par Claire Laffargue

La bibliodiversité est la diversité culturelle appliquée au monde du livre. En écho à la biodiversité, elle fait référence à une nécessaire diversité des productions éditoriales mises à la disposition des lecteurs. 

## Histoire de la notion et de sa diffusion
- L'attribution de la création du terme bibliodiversidad n'est pas certaine. Il semble par contre incontestable que le terme ait été créé tout d'abord en espagnol. Sa création est revendiquée par des éditeurs chiliens, qui l'auraient utilisés à l'occasion de la création du collectif « Editores independientes de Chile » à la fin des années 1990. Dans ce contexte, les éditions RIL[1] auraient joué dans cette création un rôle fondamental. Toutefois, cette paternité a été parfois contestée par des éditeurs espagnols - en particulier par certains membres du regroupement madrilène "Bibliodiversidad", qui assurent avoir conçu le terme. À ce jour, aucun document imprimé, portant une date de publication incontestable, n'est venu étayer l'une ou l'autre de ces deux hypothèses.

- En 1999, les responsables de la Bibliothèque interculturelle pour le Futur - programme de la Fondation Charles Léopold Mayer conduit par Michel Sauquet et Étienne Galliand - coorganisent une rencontre à Gijon en Espagne. C'est à cette occasion qu'ils entrent en contact pour la première fois avec le terme en espagnol.

- En mai 2002, à la création de l'Alliance internationale des éditeurs indépendants[2], le terme est utilisé par les fondateurs.

- Dès lors, l'Alliance internationale des éditeurs indépendants a fortement contribué à la diffusion et à la promotion de ce terme en plusieurs langues, notamment lors de ses rencontres internationales (sources consultables : déclarations de Dakar en 2003, de Guadalajara en 2005 et de Paris en 2007) et dans l'ensemble de sa politique de communication. L'association d'éditeurs a permis au terme de prendre une dimension internationale et de se diffuser rapidement dans la sphère francophone. Néanmoins, le terme "bibliodiversity" se répand progressivement dans le monde anglophone.

- En 2010, des éditeurs latino-américains de langue espagnole lancent "El Día de la Bibliodiversidad", la Journée de la Bibliodiversité (21 septembre).
- En 2018, le Plan national pour la science ouverte porté par le Ministère de l'enseignement supérieur, de la recherche et de l'innovation français, mentionne explicitement la bibliodiversité : "D’une façon générale, la communauté scientifique doit reprendre le contrôle du système éditorial, dans l’esprit de l’Appel de Jussieu pour la science ouverte et la bibliodiversité. Elle doit faire converger ses efforts vers les acteurs vertueux qui développent un environnement éditorial moins concentré, obéissant aux principes d’un accès ouvert et éthique, notamment en termes de transparence, de gouvernance et de propriété intellectuelle."[3]

## Définition
- En écho à la biodiversité, la notion de bibliodiversité fait référence à une nécessaire diversité des productions éditoriales mises à la disposition des lecteurs dans un environnement donné. Françoise Benhamou, économiste française spécialiste des industries culturelles, précise lors de son intervention aux Assises internationales de l'édition indépendante : "En biodiversité, la variété, c'est tout simplement le nombre des espèces ; dans le domaine du livre, ce serait le nombre des titres. Mais s'arrêter là, on voit bien que c'est évidemment très insuffisant. Je reviendrai là-dessus d'ailleurs. Le deuxième élément que met en avant la notion de biodiversité, c'est l'équilibre, l'équilibre entre les espèces. Quand on regarde ce que cela signifie en biodiversité, on voit l'idée extrêmement simple que si vous avez plusieurs espèces, mais qu'il y en a qui ont énormément d'unités et que certaines en ont très peu, celles qui ont beaucoup d'unités risquent de manger, de prendre le pas sur les autres. C'est ce qui se passe dans le domaine du livre, où on peut s'inquiéter de ce que l'emprise d'une édition un peu facile, un peu rapide, qui occupe les présentoirs dans les supermarchés, qui occupe surtout les tables des libraires, prenne le pas sur d'autres propositions qui sont plus difficiles à promouvoir".

- La bibliodiversité est aujourd’hui menacée par la surproduction et la concentration financière du monde de l’édition, qui favorisent la domination de quelques grands groupes éditoriaux et la quête de rentabilités élevées. Lorsque l'exigence de rentabilité croît, la tentation de réformer la ligne éditoriale en conséquence se renforce. Pour assurer des marges acceptables aux yeux d'actionnaires parfois très éloignés de la maison d'édition (physiquement et culturellement), la production est donc réorganisée pour renforcer son potentiel commercial. Dans certains cas, le déséquilibre est tel que la logique commerciale l'emporte massivement sur l'aventure intellectuelle - alors, l'éditeur privilégie complètement une économie fondée sur la demande au détriment de son rôle d'agitateurs d'idées (offre de textes parfois difficiles, originaux, hors normes). À l'opposé du concept de bibliodiversité, on trouverait donc ce qu'il convient d'appeler "la bestsellerisation" du milieu éditorial.

- Du fait du renforcement de la concentration du monde de l'édition, de sa financiarisation corollaire et de sa bestsellerisation possible, les éditeurs indépendants occupent encore plus que d'habitude un rôle parfois abandonné par les éditeurs "intégrés". Ainsi, ils sont réellement acteurs de la bibliodiversité en ce sens qu'ils sont de réels découvreurs de talents, qu'ils sont des "culturels-risqueurs", qu'ils permettent l'existence et la diffusion des auteurs et les textes de demain. Ce rôle socialement important est bien identifié par les grands groupes éditoriaux - qui récupèrent souvent à leur compte les auteurs qui commencent à obtenir une reconnaissance du public.

- Reconnaissant le droit fondamental à défendre et promouvoir leurs secteurs culturels - contre une dérégulation généralisée que l'on pourrait supposer souhaitée parfois par l'OMC - les États ont signé à la fin de l'année 2005, sous l'égide de l'UNESCO, une Convention sur la protection et la promotion de la diversité des expressions culturelles. La bibliodiversité - la diversité culturelle du monde du livre - pouvait être concrètement protégée.

## Enjeux actuels
- Alors que la protection de la production culturelle "locale" semble progresser, que les États cherchent à mettre en place un contexte favorable à l'épanouissement de leurs industries culturelles, que les décideurs seraient potentiellement en mesure d'agir, il devient urgent de parvenir à mesurer la bibliodiversité, au travers d'un ensemble d'indicateurs, de données quantitatives et qualitatives.

- Par ailleurs, la révolution numérique en cours dans le monde du livre - de la création à la commercialisation des textes - pourrait avoir des conséquences notables sur le niveau de bibliodiversité. La dématérialisation du livre, la possibilité virtuelle d'entrer en contact avec un ensemble de locuteurs / lecteurs / acheteurs beaucoup plus vaste (via l'e-marketing par exemple) pourrait indiquer que les éditeurs indépendants, les éditeurs des pays émergents pourraient potentiellement accroître leur visibilité. D'un autre côté, la captation du marché naissant (qui n'a pas encore fait ses preuves économiquement) par des acteurs nouveaux - plate-forme de vente en ligne, concepteurs et constructeurs de matériel informatique (en particulier de terminaux), etc. - laisse supposer qu'il y aura une recomposition de la chaîne éditoriale sans que celle-ci joue en faveur d'une plus grande bibliodiversité.

## Utilisation et promotion du terme
- Plusieurs organisations internationales telles que l'Unesco ou L'Union latine, plusieurs acteurs du monde culturel et éditorial comme l'Association internationale des libraires francophones, l'Alliance internationale des éditeurs indépendants et de nombreux collectifs nationaux d'éditeurs (AEMI au Mexique, EDIN au Chili, EDINAR en Argentine, FIDARE en Italie, LIBRE au Brésil, etc.) promeuvent et protègent la bibliodiversité par des colloques, des rencontres[4] et des déclarations[5].

- Un ouvrage de référence sur la bibliodiversité a été publié en 2006[6].

- En 2006, à la suite de la rédaction d'une lettre aux candidats à l'élection présidentielle française, le journal Le Monde a repris quelques-unes des mesures concrètes en faveur de la bibliodiversité[7].

- Des éditeurs latino-américains ont lancé en 2010 le Jour de la bibliodiversité (voir http://eldiab.org/), célébré désormais le 21 septembre.

- Le Parlement européen des écrivains a publié en novembre 2010 sa Déclaration d'Itsambul, dans laquelle figure le terme "bibliodiversity" : "Policies should be generated to prevent the standardization of expression and promote bibliodiversity".

- Le premier numéro d'une revue internationale intitulée "Bibliodiversity", copubliée par l'Alliance internationale des éditeurs indépendants et par Double ponctuation (www.double-ponctuation.com), a été diffusé en janvier 2011 (voir www.bibliodiversite.fr). La revue compte dans son Comité scientifique des personnalités comme Gisèle Sapiro, Jean-Yves Mollier et Françoise Benhamou. Plusieurs volumes ont été tout particulièrement remarqués : "Inclusi(f.v.e.s.)", qui traite de l'inclusion, la diversité, le genre dans le secteur éditorial ; "Les Alternatives", qui propose d'autres façons de publier et de "faire livre" ; "Précarité de l'édition indépendante" qui alerte sur les conditions de travail et de production des éditions indépendantes.

- L'appel de Jussieu pour la bibliodiversité[8], le 10 octobre 2017: "Nous estimons nécessaire de favoriser un modèle de libre accès qui ne soit pas fondé sur une approche unique de transfert des abonnements vers les APC (Article Processing Charges – frais de publication pour autoriser l’accès libre à des articles) – une telle approche constituerait un frein à l’innovation et ne pourrait que retarder sinon stopper l’avènement de la bibliodiversité." [...] "L’accès ouvert doit s’accompagner d’un soutien à la diversité des acteurs de la publication scientifique – la bibliodiversité – qui mette fin à la domination par un petit nombre d’entre eux dictant de ce fait leurs conditions aux communautés scientifiques"

## Citations
- Françoise RIVIÈRE, sous-directrice générale pour la Culture à l'UNESCO, lors de son discours inaugural des Assises internationales de l'édition indépendante (Paris, juillet 2007) : "Tout comme elle s'emploie à mettre en valeur sur la scène mondiale la complémentarité des objectifs de la biodiversité et de la diversité culturelle, l'UNESCO suit au plus près la question de la diversité des expressions et des contenus dans le marché international du livre, En d'autres termes, elle porte la plus grande attention à ce que d'aucuns appellent d,'un mot qui a connu une certaine fortune et qui commence même à devenir usuel, la « bibliodiversité ».

- Ségolène Royal, Présidente de la Région Poitou Charentes, le 28 janvier 2008 : "Cette bibliodiversité que nous défendons, accessible à tous, ouverte à tous, est garante de l'égalité des chances pour la formation et l'accès aux savoirs".
- Frédérique Vidal, Ministre de l'enseignement supérieur, de la recherche et de l'innovation, le 4 juillet 2018 : "Il est indispensable d’aller vers une plus grande diversité et un plus grand équilibre du paysage éditorial. Pour développer cette bibliodiversité, j’ai décidé de créer un fond pour la science ouverte. Celui-ci contribuera au montage de solutions françaises et internationales innovantes, tant du point de vue technique que du point de vue économique."[9]